# Rodney Gunter
Rodney Gunter (Lake Hamilton, 19 gennaio 1992) è un ex giocatore di football americano statunitense che ha militato nel ruolo di defensive tackle nella National Football League (NFL).

## Carriera

### Arizona Cardinals
Dopo avere giocato al college a football all'Università statale del Delaware, Gunter fu scelto nel corso del quarto giro (116º assoluto) del Draft NFL 2015 dagli Arizona Cardinals. Debuttò come professionista subentrando nella gara del primo turno contro i New Orleans Saints in cui mise a segno un tackle. La sua stagione da rookie si concluse disputando tutte le 16 partite, 5 delle quali come titolare, con 19 tackle e un sack.
Si ritirò dopo la pre-stagione 2020 per un problema cardiaco.

## Statistiche
| Partite totali      | 16  |
| Partite da titolare | 5   |
| Tackle totali       | 19  |
| Sack                | 1,0 |
| Intercetti          | 0   |
| Fumble forzati      | 0   |

Statistiche aggiornate alla stagione 2015